# IC 5138
IC 5138 — галактика типу Sb (компактна витягнута галактика) у сузір'ї Індіанець.
Цей об'єкт міститься в оригінальній редакції індексного каталогу.